# Liz White
Liz White (Rotherham, 5 november 1979) is een Engelse actrice die heeft meegewerkt aan film, televisie en theaterproducties, maar het bekendst is door haar rol van WPC Annie Cartwright in de BBC One hitserie Life on Mars.
Liz White studeerde aan de Liverpool Institute for Performing Arts en rondde haar opleiding in 2001 af. Sindsdien is ze werkzaam als actrice.

## Televisie
- 2002 Auf Wiedersehen, Pet (2 afleveringen)
- 2002 Always and Everyone (1 aflevering)
- 2002-2003 Ultimate Force (3 afleveringen)
- 2003 Teachers (4 afleveringen)
- 2004 Blue Murder (1 aflevering)
- 2004 A Thing Called Love (6 afleveringen)
- 2006 The Street (1 aflevering)
- 2006 Vincent (1 aflevering)
- 2006-2007 Life on Mars (16 afleveringen)
- 2008 Fairy Tales (1 aflevering)
- 2008 The Fixer (6 afleveringen)

## Film
- 2004 Ten Minute Movie
- 2004 Vera Drake
- 2005 Angell's Hell (televisiefilm)
- 2008 New Town Killers
- 2008 Marple: A Pocket Full of Rye (televisiefilm)
- 2009 A Short Stay in Switzerland (televisiefilm)
- 2011: Wild Bill
- 2012 The Woman In Black

## Theater
- 2002 Plasticine (Royal Court)
- 2002 The One with the Oven (Royal Court Theatre Upstairs)
- 2005 References to Salvador Dali Make Me Hot (Arcola theatre)
- 2006 Project E: An Explosion (Battersea Arts Centre)
- 2007 Dying For It (Almeida theatre)